# Seema Rao
Seema Rao, parfois appelée la Wonder Woman de l'Inde, est la première femme indienne à avoir formé des commandos, et les forces spéciales de l'Inde (en) pendant plus de deux décennies sans compensation. Seema Rao est experte en close combat (CQB) - l'art de combattre à proximité immédiate - et participe à l'entraînement de diverses forces indiennes. Elle travaille en partenariat avec le major Deepak Rao (en), son mari. Elle reçoit, en mars 2019, la plus haute récompense pour les femmes en Inde, le prix Nari Shakti Puraskar (en français : Prix du pouvoir des femmes), des mains du président indien, Ram Nath Kovind.

## Biographie
Seema Rao est la fille d'un combattant indien pour la liberté, le professeur Ramakant Sinari. Elle est titulaire d'un MBA en gestion de crise. Elle a été finaliste du concours de beauté Mrs. World India.
Rao a obtenu ses ailes de parachutiste en sautant en parachute dans le cadre du cours de la force aérienne indienne. Elle est instructrice de tir de combat, médaillée HMI de l'Army mountaineering institute et ceinture noire 8e degré en arts martiaux militaires.

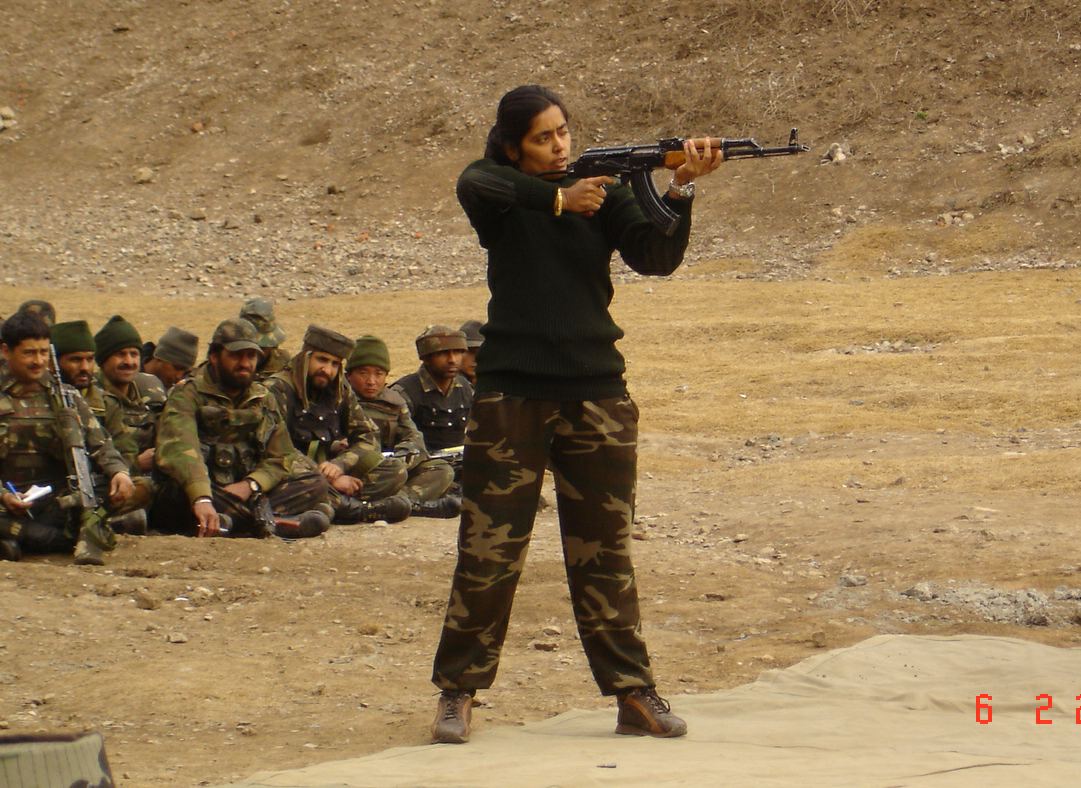
Seema Rao à l'école de combat de corps d'armée du Commandement Nord de l'armée indienne (2007).

Elle fait partie d'une poignée d'instructeurs autorisés à enseigner le Jeet kune do. Elle a co-inventé, avec son mari Deepak Rao, une nouvelle méthode de tir, appelée le système Rao de tir réflexe, pour le combat rapproché. Ensemble, le couple Rao a reçu trois citations du chef de l'armée pour plus de deux décennies de contribution à la formation de 15 000 soldats.
Seema Rao Rao est co-autrice de deux livres : Encyclopedia of Close Combat Ops et A Comprehensive Analysis of World Terrorism. Elle a également écrit un livre intitulé Handbook of World Terrorism, avec son mari. 

## Prix et reconnaissance
Rao a été classée sixième dans la liste Forbes India (en) W-Power Trailblazer 2019 Elle reçoit, en 2019, le prix Nari Shakti Puraskar du président de l'Inde.

### Note
- (en) Cet article est partiellement ou en totalité issu de l’article de Wikipédia en anglais intitulé « Seema Rao » (voir la liste des auteurs).